# Mário de Araújo Cabral
Mário de Araújo Cabral (n. 15 ianuarie 1934, Cedofeita⁠(d), Districtul Porto, Portugalia – d. 17 august 2020, Lisabona, Portugalia) a fost un pilot de Formula 1. De-a lungul carierei a luat startul în 4 curse, niciuna din pole-position. Nu a câștigat nicio cursă și nu a terminat niciodată pe podium, acumulând 0 puncte în întreaga activitate ca pilot de Formula 1.